# Lieder und Gesänge (Mahler)
Lieder und Gesänge (Cançons i tonades) és una col·lecció de catorze cançons amb acompanyament de piano de Gustav Mahler.
El títol de la col·lecció es dona de vegades amb l'afegitó aus der Jugendzeit (de joventut), però aquesta addenda no és de Mahler.Ni tan sols és clar si el subtítol es refereix al fet que les cançons són obres primerenques de Gustav Mahler (Mahler tenia tanmateix vint anys quan va compondre la primera de les cançons i no era pas un adolescent), o si les cançons estan pensades per a evocar els records de joventut de qualcú.El títol també podria fer referència simplement a la font de bona part de les lletres, Des Knaben Wunderhorn (El noi del corn màgic).
Mahler compongué aquestes cançons entre 1880 i 1889, i foren publicades en tres llibrets el 1892.
- Quadern 1 (compost el 1880/81)

1. Frühlingsmorgen - Matí de primavera (Richard Leander)
2. Erinnerung - Record (Richard Leander)
3. Hans und Grete - Hans i Grethe (Gustav Mahler)
4. Serenade aus Don Juan - Serenata (Tirso de Molina)
5. Phantasie aus Don Juan - Imaginació (Tirso de Molina)

- Quadern 2 (compost 1888/89; de: Des Knaben Wunderhorn)

1. Um schlimme Kinder artig zu machen - Com fer que els nens entremaliats es portin bé
2. Ich ging mit Lust durch einen grünen Wald - Vaig caminar amb alegria per un bosc verd
3. Aus! Aus! -Fora! Fora!
4. Starke Einbildungskraft - Imaginació forta

- Quadern 3 (compost 1888/89; de: Des Knaben Wunderhorn)

1. Zu Straßburg auf der Schanz' - A les muralles d'Estrasburg
2. Ablösung im Sommer - Canvis d'estiu
3. Scheiden und Meiden - Divorci i fugida
4. Nicht wiedersehen! - No ens reveurem!
5. Selbstgefühl - Autoestima

Juntament amb el quadern "Sieben Lieder aus letzter Zeit" (Set cançons recents), que consta de les cinc Rückert-Lieder i dues de les Lieder aus "Des Knaben Wunderhorn", publicades l'any 1905, conformen ara una col·lecció coneguda en anglès com a 24 Songs de Mahler, publicades per International Music Company, Nova York, NY.
El 1986, Luciano Berio publicà versions orquestrals d'una tria de les cançons (Five Early Songs for Male Voice) i el 1987 (Six Early Songs for Baríton and Orchestra).